# Jan Jiří Krnovský
Jan Jiří Krnovský (německy Johann Georg von Jägerndorf; 16. prosince 1577 Wolmirstedt – 2. března 1624 Levoča) byl krnovský vévoda a slezsko-německý vojevůdce, vrchní velitel armády slezských stavů během českého stavovského povstání. Pocházel z rodu Hohenzollernů.

## Životopis
Narodil se jako druhorozený syn braniborského markraběte Jáchyma Fridricha a jeho první ženy Kateřiny Braniborsko-Küstrinské. V roce 1588 odcestoval do Štrasburku, kde studoval se starším bratrem Janem Zikmundem kalvínskou akademii. V roce 1604 byl jako představitel protestantů jmenován ve Štrasburku biskupem, po sporech s katolíky se nakonec vzdal úřadu. V roce 1607 mu otec odevzdal Krnov, Bytom a Bohumín. Jan Jiří poté začal na Krnovsku lidem vnucovat kalvinismus, a když měšťané odpírali, poslal na ně svých 150 žoldnéřů jako výstrahu.
Když v červenci roku 1609 Rudolf II. vydal Majestát na svobodu víry – tj. potvrzení svobody náboženství včetně augsburské konfese (Augsburské vyznání – Confessio augustana) nejprve jen pro Čechy, uzavřeli Slezané díky úsilí markraběte Jana Jiřího Krnovského 13. července 1609 česko-slezský obranný spolek a 20. srpna 1609 si pak slezská šlechta vymohla na císaři Rudolfovi II. i slezský Majestát – náboženskou svobodu pro Slezsko. V Krnově mohli využívat farní kostel svatého Martina společně pro ritus augšpurský i helvetský (kalvínský).
3. června 1610 se Jan Jiří Krnovský oženil s Evou Kristýnou, dcerou württemberského vévody, a získal tak cenné kontakty s říšskými knížaty. Udržoval konspirativní spojení s předáky českých stavů: Karlem starším ze Žerotína a Petrem Vokem z Rožmberka. V roce 1613 o Janu Jiřím psal císař Matyáš Habsburský jako o markrabím krnovském, který měl strojit hanebné úklady vůči Habsburkům.
Když roku 1618 vypuklo stavovské povstání, účastnil se jej Jan Jiří jako vůdce slezských sborů proti císaři. Za to byl po porážce povstání dán 22. ledna 1621 do říšské klatby spolu s Fridrichem Falckým, Kristiánem Anhaltským a Jiřím Fridrichem Hohenlohe. Zároveň byl prohlášen za zbaveného svých zemí. Jako plnomocný komisař vypuzeného českého krále Fridricha Falckého pak v čele nemalého vojska opanoval Horní Slezsko, podnikl vojenská tažení na Moravu a do Čech. Následně koordinoval vojenské výpady na Moravu a na Slovensko s Gabrielem Betlenem, ale byl tu pak Valdštejnem poražen. Po podepsání tzv. mikulovského míru 31. prosince 1621 spojenectví s Gabrielem Betlenem ztratil a následně byly roku 1622 vypuzeny císařskými vojsky jeho posádky ze Slezska. Markrabě se odebral do Levoči, kde 12. března 1624 zemřel jako nemajetný. Knížectví krnovské dal císař Ferdinand II. 15. března 1622 jako dědičné léno opavskému knížeti Karlovi z Lichtenštejna.

## Vývod z předků
|                   |                                         |  |                        |                                   |  |  |  |  |  |  |  | Jáchym I. Nestor Braniborský |
|                   |                                         |  |                        |                                   |  |  |  |  |  |  |  |                              |
|                   | Jáchym II. Hektor Braniborský           |  |                        |                                   |  |  |  |  |  |  |  |                              |
|                   |                                         |  |                        |                                   |  |  |  |  |  |  |  |                              |
|                   |                                         |  |                        | Alžběta Dánská                    |  |  |  |  |  |  |  |                              |
|                   |                                         |  |                        |                                   |  |  |  |  |  |  |  |                              |
|                   | Jan Jiří Braniborský                    |  |                        |                                   |  |  |  |  |  |  |  |                              |
|                   |                                         |  |                        |                                   |  |  |  |  |  |  |  |                              |
|                   |                                         |  |                        | Jiří Saský                        |  |  |  |  |  |  |  |                              |
|                   |                                         |  |                        |                                   |  |  |  |  |  |  |  |                              |
|                   | Magdalena Saská                         |  |                        |                                   |  |  |  |  |  |  |  |                              |
|                   |                                         |  |                        |                                   |  |  |  |  |  |  |  |                              |
|                   |                                         |  |                        | Barbora Jagellonská               |  |  |  |  |  |  |  |                              |
|                   |                                         |  |                        |                                   |  |  |  |  |  |  |  |                              |
|                   | Jáchym Fridrich Braniborský             |  |                        |                                   |  |  |  |  |  |  |  |                              |
|                   |                                         |  |                        |                                   |  |  |  |  |  |  |  |                              |
|                   |                                         |  |                        | Fridrich I. Lehnický              |  |  |  |  |  |  |  |                              |
|                   |                                         |  |                        |                                   |  |  |  |  |  |  |  |                              |
|                   | Fridrich II. Lehnický                   |  |                        |                                   |  |  |  |  |  |  |  |                              |
|                   |                                         |  |                        |                                   |  |  |  |  |  |  |  |                              |
|                   |                                         |  |                        | Ludmila z Poděbrad                |  |  |  |  |  |  |  |                              |
|                   |                                         |  |                        |                                   |  |  |  |  |  |  |  |                              |
|                   | Žofie Lehnická                          |  |                        |                                   |  |  |  |  |  |  |  |                              |
|                   |                                         |  |                        |                                   |  |  |  |  |  |  |  |                              |
|                   |                                         |  |                        | Fridrich I. Braniborsko-Ansbašský |  |  |  |  |  |  |  |                              |
|                   |                                         |  |                        |                                   |  |  |  |  |  |  |  |                              |
|                   | Žofie Braniborsko-Ansbašská             |  |                        |                                   |  |  |  |  |  |  |  |                              |
|                   |                                         |  |                        |                                   |  |  |  |  |  |  |  |                              |
|                   |                                         |  |                        | Žofie Jagellonská                 |  |  |  |  |  |  |  |                              |
|                   |                                         |  |                        |                                   |  |  |  |  |  |  |  |                              |
| Jan Jiří Krnovský |                                         |  |                        |                                   |  |  |  |  |  |  |  |                              |
|                   |                                         |  |                        |                                   |  |  |  |  |  |  |  |                              |
|                   |                                         |  | Jan Cicero Braniborský |                                   |  |  |  |  |  |  |  |                              |
|                   |                                         |  |                        |                                   |  |  |  |  |  |  |  |                              |
|                   | Jáchym I. Braniborský                   |  |                        |                                   |  |  |  |  |  |  |  |                              |
|                   |                                         |  |                        |                                   |  |  |  |  |  |  |  |                              |
|                   |                                         |  |                        | Markéta Saská                     |  |  |  |  |  |  |  |                              |
|                   |                                         |  |                        |                                   |  |  |  |  |  |  |  |                              |
|                   | Jan Braniborsko-Küstrinský              |  |                        |                                   |  |  |  |  |  |  |  |                              |
|                   |                                         |  |                        |                                   |  |  |  |  |  |  |  |                              |
|                   |                                         |  |                        | Jan I. Dánský                     |  |  |  |  |  |  |  |                              |
|                   |                                         |  |                        |                                   |  |  |  |  |  |  |  |                              |
|                   | Alžběta Dánská                          |  |                        |                                   |  |  |  |  |  |  |  |                              |
|                   |                                         |  |                        |                                   |  |  |  |  |  |  |  |                              |
|                   |                                         |  |                        | Kristina Saská                    |  |  |  |  |  |  |  |                              |
|                   |                                         |  |                        |                                   |  |  |  |  |  |  |  |                              |
|                   | Kateřina Braniborsko-Küstrinská         |  |                        |                                   |  |  |  |  |  |  |  |                              |
|                   |                                         |  |                        |                                   |  |  |  |  |  |  |  |                              |
|                   |                                         |  |                        | Jindřich IV. Brušvicko-Lüneburský |  |  |  |  |  |  |  |                              |
|                   |                                         |  |                        |                                   |  |  |  |  |  |  |  |                              |
|                   | Jindřich II. Brunšvicko-Wolfenbüttelský |  |                        |                                   |  |  |  |  |  |  |  |                              |
|                   |                                         |  |                        |                                   |  |  |  |  |  |  |  |                              |
|                   |                                         |  |                        | Kateřina Pomořanská               |  |  |  |  |  |  |  |                              |
|                   |                                         |  |                        |                                   |  |  |  |  |  |  |  |                              |
|                   | Kateřina Brunšvicko-Wolfenbüttelská     |  |                        |                                   |  |  |  |  |  |  |  |                              |
|                   |                                         |  |                        |                                   |  |  |  |  |  |  |  |                              |
|                   |                                         |  |                        | Jindřich Württemberský            |  |  |  |  |  |  |  |                              |
|                   |                                         |  |                        |                                   |  |  |  |  |  |  |  |                              |
|                   | Marie Württemberská                     |  |                        |                                   |  |  |  |  |  |  |  |                              |
|                   |                                         |  |                        |                                   |  |  |  |  |  |  |  |                              |
|                   |                                         |  |                        | Eva ze Salmu                      |  |  |  |  |  |  |  |                              |
|                   |                                         |  |                        |                                   |  |  |  |  |  |  |  |                              |